# San Siro Ippodromo (métro de Milan)
San Siro Ippodromo est une station de la ligne 5 du métro de Milan. Elle est située à Milan en Italie.

## Situation sur le réseau

Plan du métro (2021)

Établie en souterrain, San Siro Ippodromo est une station de passage de la ligne 5 du métro de Milan. Elle est située entre la station Segesta, en direction du terminus nord Bignami, et la station San Siro Stadio, terminus ouest de la ligne'.
Elle dispose des deux voies de la ligne, encadrées par deux quais latéraux.

## Histoire
La station San Siro Ippodromo est mise en service le 29 avril 2015, lors de la mise en service de la section de Garibaldi FS à San Siro Stadio.